# Need for Speed: Underground 2
Need for Speed: Underground 2 utgavs 2004 av Electronic Arts och är det åttonde spelet i Need for Speed-serien. NFSU2 är precis som sin föregångare, Need for Speed: Underground, ett spel där man tävlar med bilar, som man själv får trimma och styla.
Spelet finns tillgängligt till PC, Game Boy Advance, Gamecube, PlayStation 2, Playstation Portable, Nintendo DS och mobiltelefoner, och spelet blev en storsäljare världen över.
Nytt för Underground 2, jämfört med föregångaren är att istället för att välja tävlingar i en meny, åker spelaren runt i en stor stad, kallad Bayview, med över 20 mil öppen väg och hittar de olika racen (som i Midnight Club-spelserien). I Underground 2 finns även möjligheten att köra SUV, som på samma sätt kan bli modifierad som alla andra bilar i spelet. 
Spelaren får även själv köra till exempelvis plåtverkstaden och tuningexperten för att trimma och styla sin bil. Det finns fem (5) olika områden som upplåses som nivåer, och när man kommer längre in i karriären, kommer man åt fler områden.
Brooke Burke är röstskådespelare för Rachel Teller, personen som "hjälper" spelaren genom hela spelet och som kör en grön Nissan 350Z.

## Bilar
- Acura RSX
- Audi A3
- Audi TT
- Cadillac Escalade
- Ford Focus
- Ford Mustang
- Honda Civic
- Hummer H2
- Hyundai Tiburon
- Infiniti G35 Coupe
- Lexus IS 300
- Lincoln Navigator
- Mazda RX-7
- Mazda RX-8
- Mazda Miata
- Mitsubishi Eclipse
- Nissan 240SX
- Nissan 350Z
- Nissan Sentra
- Nissan Skyline GT-R
- Pontiac GTO
- Toyota Celica
- Toyota Corolla
- Toyota Supra
- Vauxhall Corsa
- Volkswagen Golf
- Mitsubishi 3000GT
- Mitsubishi Lancer Evolution VIII
- Peugeot 206
- Subaru WRX STI

### Fotnoter
1. ↑  Internet Movie Database.[källa från Wikidata]
2. ↑  ”Need for Speed Underground Rivals Release Information for PSP - GameFAQs” (på engelska). www.gamefaqs.com. https://www.gamefaqs.com/psp/920772-need-for-speed-underground-rivals/data. Läst 6 september 2017.
3. ↑  Fahey, Rob (4 februari 2005). ”UK Charts: NFSU2 enters the record books” (på engelska). Eurogamer. http://www.eurogamer.net/articles/ukcharts_2005_week4. Läst 6 september 2017.
4. ↑  ”Need for Speed: Underground 2 for PC - GameRankings”. www.gamerankings.com. Arkiverad från originalet den 27 november 2016. https://web.archive.org/web/20161127132459/http://www.gamerankings.com/pc/920469-need-for-speed-underground-2/index.html. Läst 6 september 2017.
5. ↑  ”Need for Speed: Underground 2”. Metacritic. http://www.metacritic.com/game/pc/need-for-speed-underground-2. Läst 6 september 2017.